# Црква Рођења Пресвете Богородице (Вашархељ)
Црква Рођења Пресвете Богородице је један од православних храмова Српске православне цркве у Вашаршељу (Hódmezővásárhely). Црква припада Будимској епархији Српске православне цркве.
Црква у Вашархељу је посвећена Рођењу Пресвете Богородице.

## Историјат
Црква се налази у центру Вашаршеља. Грађена је у периоду од 1783. до 1792. године. У том периоду је и освештана. Торањ је завршен 1806. године. У цркви се налази изузетно вредна иконостасна преграда са иконама из 18. и 19 века. Међу најзачајним иконама су оне које припадају стилу левантског барока. Црква је дуго била музејски простор. Након политичких промена враћена је Српској православној цркви.
Године 2014. године завршена је обнова архитектуре и ентеријера цркве које је великим делом финансирао мађарски Национални културни фонд уз помоћ владе.

## Архитектура
Црква Рођења Пресвете Богородице је саграђена у барокном стилу.
Унутрашњост цркве подељена је на три дела: светилиште, централни хол (мушки разред), предворје (женски разред). Светилиште је од централног хола одвојено барокним иконостасом који су осликали различити сликари крајем 18. и почетком 19. века. Зид икона је подељен на три зоне: прва зона - престоне иконе, друга зона - апостоли, трећа зона - јеванђелисти. Уз јужни зид цркве налази се 5 надгробних споменика и 1 потпуно излизани надгробник од ливеног гвожђа.

## Галерија
|  |  |  |  |